# 캐논 EOS 1000D
캐논 EOS 1000D(Canon EOS 1000D)는 2008년 6월 10일에 발표된 캐논 주식회사의 입문자 용 디지털 SLR이다. 북미에서는 Digital Rebel XS, 일본에서는 EOS Kiss F Digital 이란 상품명을 가진다. 경쟁 모델로는 소니의 A330, A380과, 니콘의 D5000 등이 있다.
1000D는 7개의 포인트가 있는 자동 초점 시스템을 가지고 있다. 이 자동 초점 시스템은 캐논 EOS 10D, 캐논 EOS 350D의 자동 초점 시스템과 스펙이 동일하다. 1000D의 자동 초점 센서들은 캐논 EOS 400D, 캐논 EOS 450D의 자동 초점 센서들보다 감도가 떨어져 저광량하에서 성능이 떨어진다. 1000D의 중앙 AF 포인트는 f/2.8 대응이 아니기 때문에 400D, 450D의 중앙 AF 포인트에 비해 정밀도가 떨어진다.

## 캐논 EOS 450D와의 차이점
- 1010만 화소
- 7개의 포인트를 가지는 자동 초점 시스템
- 스팟 측광 기능 없음
- JPEG 연사속도 3 fps, RAW 연사속도 1.5 fps
- Highlight Tone Priority 기능 없음
- RC-1 또는 RC-5 무선 리모컨 사용 불가. (단, RS50-E3 케이블 릴리즈는 사용 가능)
- 작은 뷰파인더
- 작은 LCD. 접안 센서가 없음.

## 사진

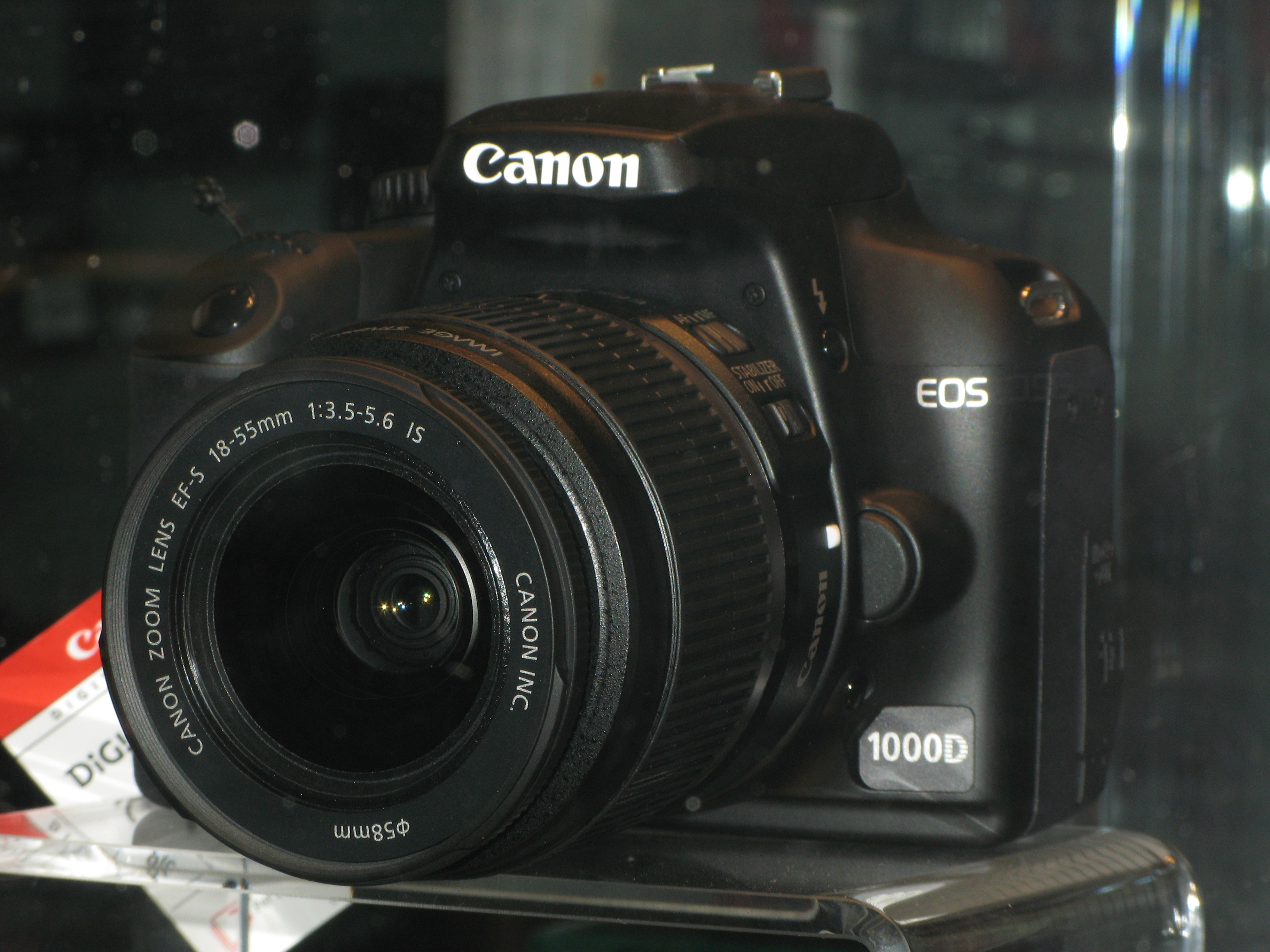
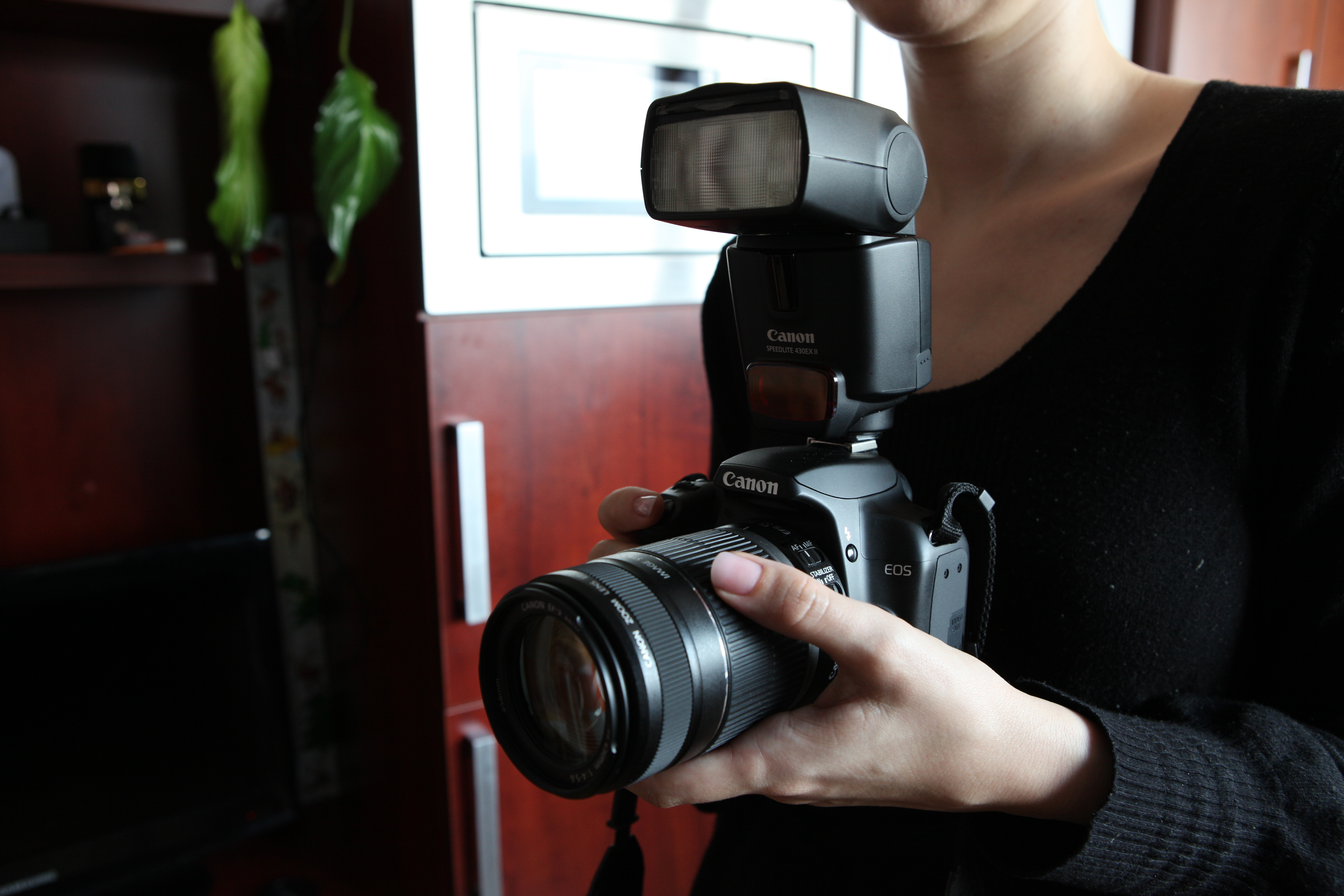
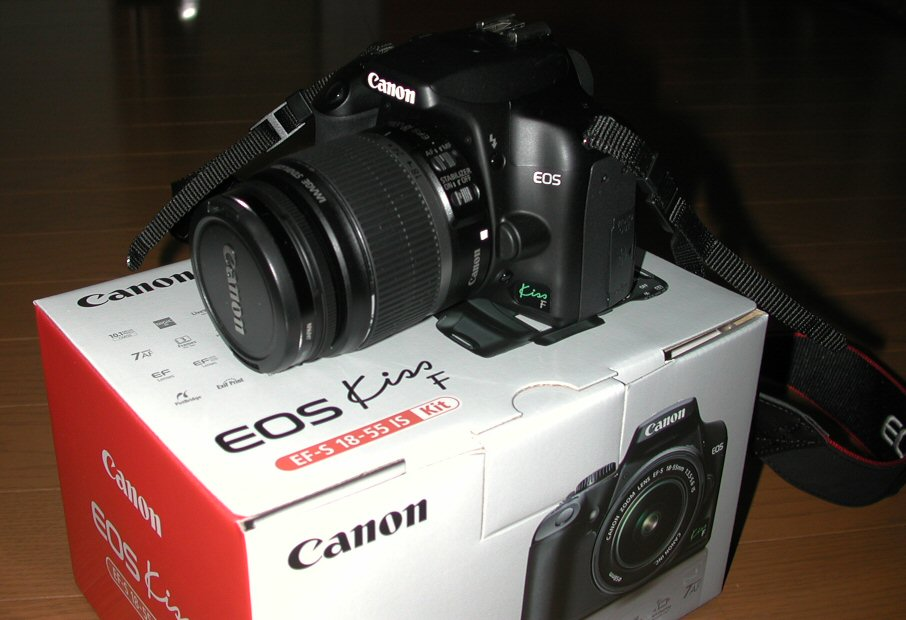
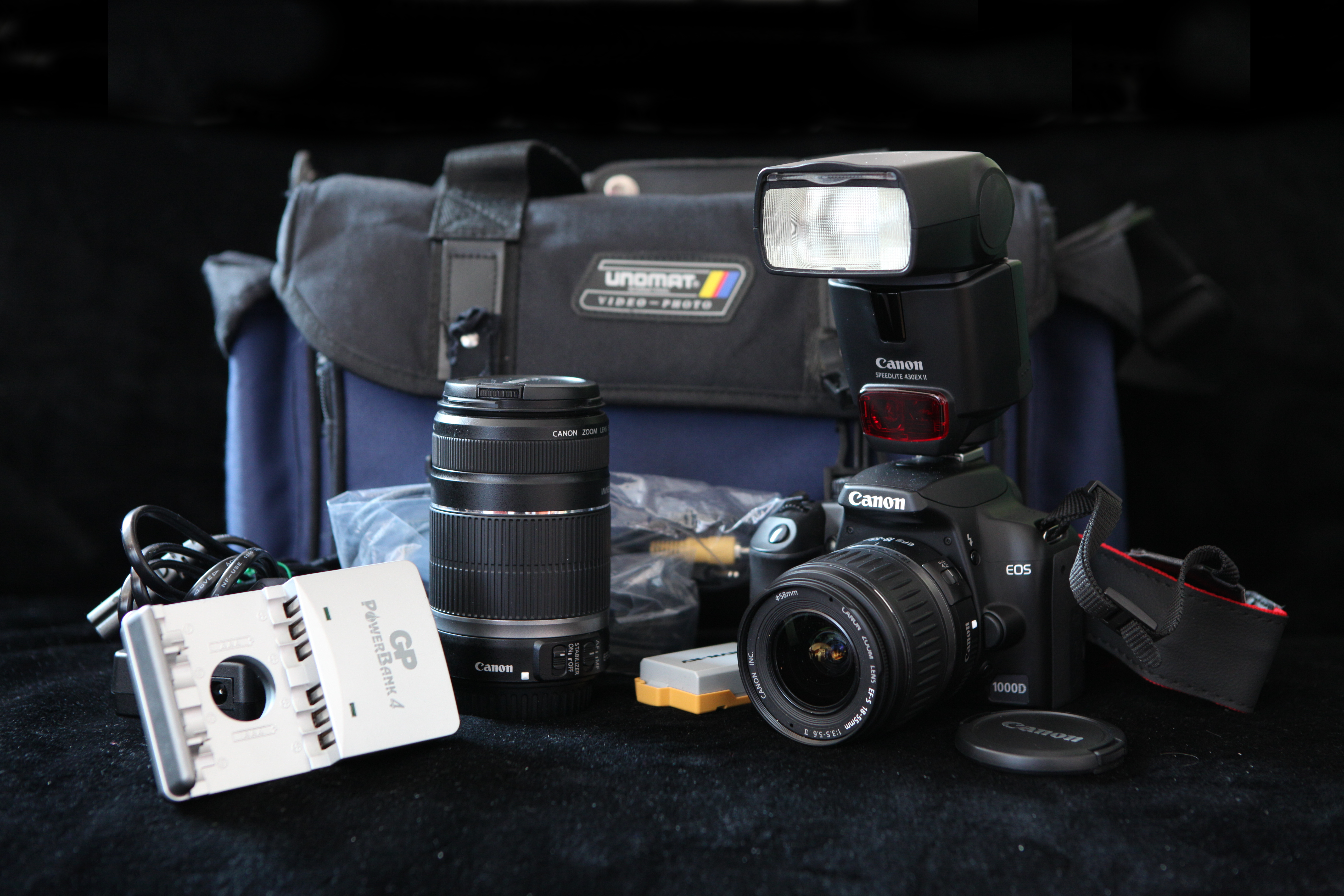

## 캐논 EOS 400D와의 차이점
- SD/SDHC 카드 사용
- 7개의 포인트를 가지는 자동 초점 시스템
- 라이브 뷰 기능 지원
- 크리에이티브 존에서의 자동 ISO 기능 지원
- JPEG 연사 시 연사횟수 제한이 없음. RAW 연사속도 1.5 fps
- 자동 밝기 최적화 기능 추가
- RC-1 또는 RC-5 무선 리모컨 사용 불가. (단, RS50-E3 케이블 릴리즈는 사용 가능)
- LCD 접안 센서가 없음.
- 향상된 배터리
- 뷰파인더 안에 ISO 감도 정보 표시

## 같이 보기
- 캐논
- 캐논 EOS
- 캐논 EF 마운트
- 캐논 EF-S 마운트